# La sfolgorante luce di due stelle rosse: il caso dei quaderni di Viktor e Nadya
La sfolgorante luce di due stelle rosse: il caso dei quaderni di Viktor e Nadya è un libro del 2017 scritto da Davide Morosinotto e pubblicato dalla Mondadori nella collana Mondadori Ragazzi. È stato tradotto in varie lingue tra cui tedesco, olandese, inglese, francese, spagnolo e galego.

## Storia editoriale
A Davide Morosinotto venne l'idea per scrivere il libro dopo aver letto un tomo di duemila pagine su Leningrado (odierna San Pietroburgo) nella Seconda guerra mondiale. Un capitolo era dedicato ai treni dei bambini, dei convogli di emergenza organizzati frettolosamente per mandare via i bambini da Leningrado visto l'imminente arrivo delle truppe tedesche. Vista la concitazione del momento, i treni e i ragazzi non avevano le dovute cautele e la maggior parte di questi viaggi finirono tragicamente:
(Davide Morosinotto, intervista per Mondadori)

## Trama
Leningrado, 1941. Due gemelli russi tredicenni di nome Viktor e Nadya devono scappare dalla loro città a causa dell'avanzamento dei tedeschi con l'operazione Barbarossa. Però, quando devono imbarcarsi sui treni dei bambini, treni pensati per portare via i bambini dai luoghi in guerra, i due gemelli vengono separati per la prima volta nella vita. Ma, quando Viktor scopre che il treno di sua sorella è stato bombardato, cerca di trovare un modo per raggiungerla e scoprire se è vero o no che lei è morta.

## Personaggi principali
- Viktor Nikolayevich Danilov: il protagonista maschile, è un ragazzino di tredici anni, vive a Leningrado con la gemella Nadya, la madre e il padre. È intelligente, ed è molto devoto al Partito Comunista sovietico. È rigido, tenace e rispettoso. Non si perde mai in chiacchiere, e non divaga.
- Nadya Nikolayevna Danilov: la protagonista femminile, è una ragazzina di tredici anni, vive a Leningrado con il gemello Viktor, la madre e il padre. È sensibile, dolce e non devota al Partito Comunista, in realtà lei spesso lo critica per i suoi principi. È molto più sentimentale, e sul quaderno scrive tutto in maniera completa, precisa e dettagliata.

## Edizioni
- La sfolgorante luce di due stelle rosse: il caso dei quaderni di Viktor e Nadya, collana Mondadori Ragazzi, Milano, Mondadori, 2017, ISBN 978-88-04-68367-4.